# Barraques de pescadors de la Creu
Les Barraques de pescadors de la Creu són uns petits edificis o magatzems bastits a la Cala de la Creu, al municipi de l'Escala (Alt Empordà). Disposen d'unes rampes per a avarar petites naus i per a l'embarcament. El nom prové d'una creu de terme ja desapareguda.
Les construccions que es conserven actualment han estat modificades, reformades i restituïdes amb el pas del temps. Es troben edificades damunt la roca litoral, en un terreny amb pendent orientat al mar per facilitar l'accés de les barques. Es tracta de quatre petites i senzilles barraques de planta quadrada i rectangular, amb les cobertes a un sol vessant i formades per planta baixa. Presenten una única porta d'accés a l'interior i, dues d'elles, una petita finestra rectangular.
Les barraques de pescadors o botigues servien per a guardar els estris en un lloc situat vora on atracaven l'embarcació. A prop d'elles es localitzaven diferents estenedors de xarxes de cotó, que es tenyien amb escorça de pi a la perola del tint.